# Benedetto Patellaro
Benedetto Patellaro (Monreale, 9 gennaio 1960) è un ex ciclista su strada italiano.
Professionista dal 1981 al 1986, al Giro d'Italia 1981 si aggiudicò la cronometro a squadre con la Hoonved-Bottecchia e la diciannovesima tappa con arrivo a Borno.

## Palmarès
- 1978 (dilettanti)

Gran Premio Marcello Falcone
- 1980 (Passerini Gomme)

Gran Premio Colli Rovescalesi
Vicenza-Bionde
Giro dell'Umbria dilettanti
- 1981 (Hoonved-Bottecchia, una vittoria)

17ª tappa Giro d'Italia (Mantova > Borno)

### Altri successi
- 1979 (Passerini Gomme)

Ster van het Zuiden, cronosquadre
- 1981 (Hoonved-Bottecchia)

1ª tappa, 2ª semitappa Giro d'Italia (Lignano Sabbiadoro > Bibione)
- 1982 (Hoonved-Bottecchia)

Criterium di Monreale

## Piazzamenti

### Grandi Giri
- Giro d'Italia

1981: 68º
1982: ritirato (21ª tappa)
1984: 95°
1985: 90º
1986: ritirato (21ª tappa)
- Tour de France

1982: ritirato (8ª tappa)